# Brandenburgischer IT-Dienstleister
Der Brandenburgische IT-Dienstleister (ZIT-BB) ist der zentrale IT-Dienstleister für die unmittelbare brandenburgische Landesverwaltung mit Sitz in Potsdam.
Der ZIT-BB gehört zum Geschäftsbereich des Ministeriums der Justiz und für Digitalisierung (MdJD) des Landes Brandenburg. Im ZIT-BB werden schrittweise die IT-Infrastruktur der Landesbehörden, -einrichtungen und Landesbetriebe sowie die ressortübergreifenden Fach- und Querschnittsverfahren gebündelt. Ziel ist es, einen effizienten professionellen IT-Service aus einer Hand für die brandenburgische Landesverwaltung zu bieten.

## Geschichte
Der ZIT-BB ging aus dem Landesbetrieb für Datenverarbeitung und IT-Serviceaufgaben hervor, welcher bis zum 31. Dezember 2008 bestand.
Erster Geschäftsführer des ZIT-BB ist Josef Nußbaum. Er wird vom zweiten Geschäftsführer Ekkehard Musold vertreten.

## Strukturen und Aufgaben
Der ZIT-BB ist ein Landesbetrieb, der sich in vier Geschäftsbereiche gliedert.
Die Aufgaben des Brandenburgischen IT-Dienstleisters sind im Errichtungserlass des Ministeriums des Innern definiert. Dazu gehören u. a.
- Operative Planung, Bereitstellung und Betrieb der technischen Infrastruktur und der ressortübergreifenden Fach- und Querschnittsverfahren insbesondere zur Modernisierung der Verwaltung, in der Regel einschließlich des technischen Betriebes der ressortspezifischen Fachverfahren sowie Beratung hierzu unter Beachtung der Sicherheitsanforderungen
- IT-Sicherheitsmanagement für IT-Infrastruktur der Landesverwaltung; Betrieb eines Computer-Emergency-Response-Teams (CERT) zur Bündelung operativer Sicherheitsaufgaben
- Beobachtung und Erprobung von fachlichen, technischen und organisatorischen Entwicklungen im Rahmen der allgemeinen Aufgabenstellung
- IT-Projektmanagement
- Operative Steuerung des IT-Sicherheitsmanagements sowie Beratung und Serviceleistungen im Zusammenhang mit Datenschutz und IT-Sicherheit
- Beratung und Unterstützung des Ausschusses der Ressort Information Officers (RIO-Ausschuss) bei Fragen des IT-Einsatzes
- Verfahrensentwicklung, -pflege und -betreuung für Querschnittsverfahren und ressortübergreifende Fachverfahren, soweit diese nicht gemäß länderübergreifenden Vereinbarungen in Verbünden entwickelt, gepflegt oder betreut werden
- Ausbildungsbetrieb für IT-Berufe
- IT-Fortbildung entsprechend einem IT-Fortbildungsprogramm
- Betrieb des Rechenzentrums und Systembetreuung der Server und Clients der Polizei des Landes Brandenburg einschließlich der Benutzerbetreuung für alle Verfahren, die nicht polizeiliche Fachverfahren mit erhöhten Sicherheitsanforderungen sind
- Betrieb von IT-Dienstleistungen für Bürgerinnen und Bürger. Dazu gehören unter anderem das Onlineportal Maerker, das Landemelderegister oder das Brandenburgische Vorschriftensystem BRAVORS.